# Colección de pintura española de bodegones y floreros del Museo del Prado

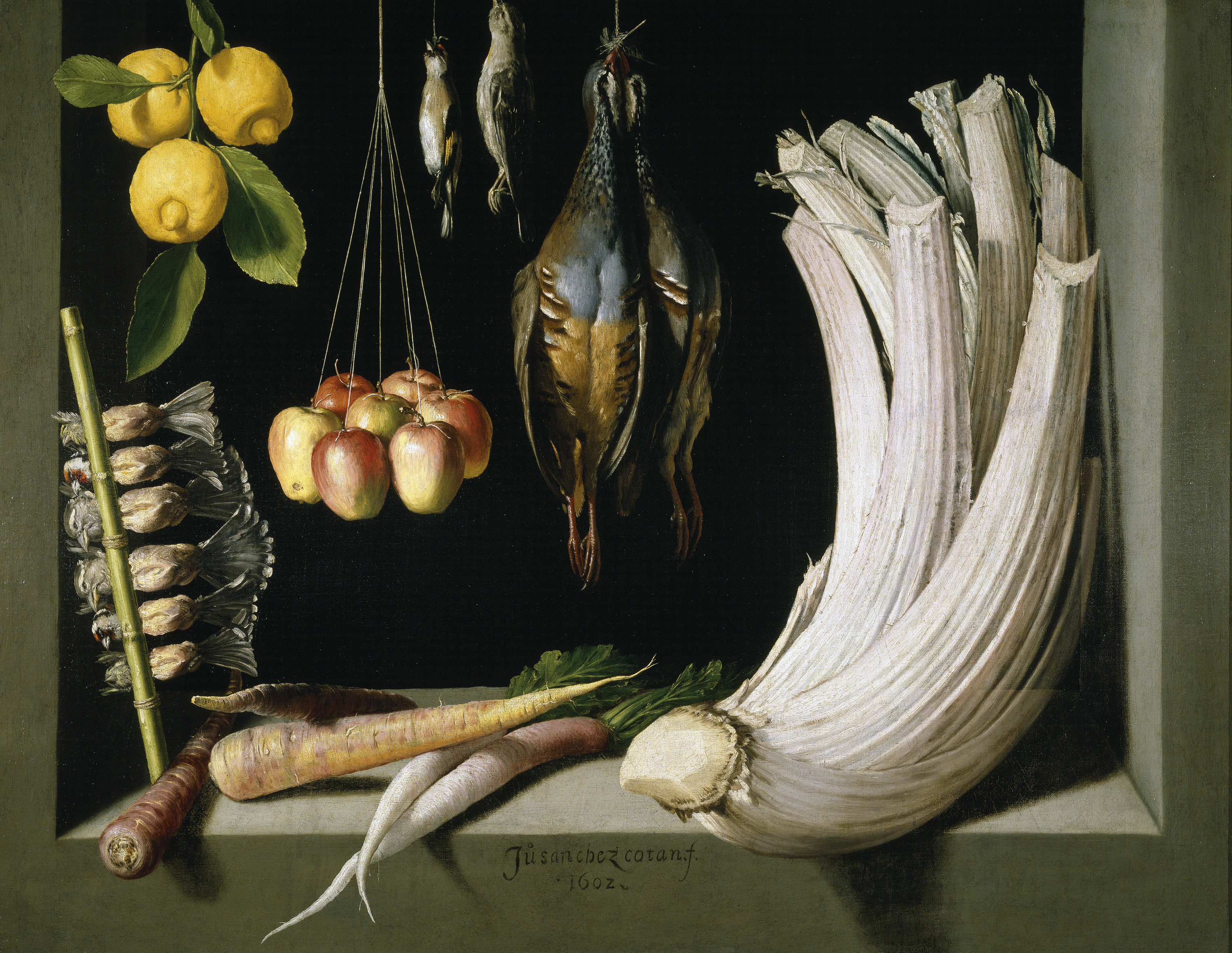
Bodegón de caza, hortalizas y frutas, de Juan Sánchez Cotán, 1602. Legado Villaescusa.

La colección de pintura española de bodegones y floreros del Museo del Prado es la más importante en su campo. No obstante, es un conjunto con muchas carencias, debido principalmente a su reducida presencia en la Colección Real española —de la cual proceden los fondos iniciales del Prado—, en la que había numerosas pinturas de este género, pero en su mayor parte eran flamencas. Solo desde finales del siglo XX se ha hecho un esfuerzo por paliar las debilidades de esta sección, con varias adquisiciones puntuales y especialmente con la compra en 2006 de cuarenta bodegones de la colección Naseiro, que han permitido incorporar a destacados bodegonistas hasta entonces ausentes, como Juan Sánchez Cotán (Bodegón de caza, hortalizas y frutas, en 1991), y Juan de Zurbarán (Bodegón con granada y uvas, 2015). Asimismo, han sido reforzados subgéneros pobremente representados, como el de los bodegones con figuras del siglo XVII, con el ingreso de Vendedores de frutas, de Jerónimo Jacinto Espinosa (2008), La gallinera, de Alejandro de Loarte (2011), o Pícaro de cocina, de Francisco López Caro (2015, donación Arango).
Sin embargo, quedan aún numerosos autores importantes pendientes, como Blas de Ledesma, Francisco Barranco, Bernardo Polo, José López Enguídanos, Manuel Sánchez Ramos, Francisco Lacoma, Francisco Narbona y, sobre todo, Antonio de Pereda. De este último hubo la posibilidad de comprar en 1997 Bodegón de cocina, uno de sus mejores trabajos en el género. Sin embargo, a pesar de que todavía disponía de fondos del legado Villaescusa, con los que hubiera podido afrontar el pago, el museo declinó la oferta debido al alto precio que se pedía (mil millones de pesetas), a lo que se unió la polémica que pocos años antes había suscitado la cantidad desembolsada por el bodegón de Sánchez Cotán, cuatrocientos cincuenta millones.

## Pintores representados
El número de obras hace referencia estrictamente a los bodegones y floreros, no se incluyen pinturas de otros géneros que pueda poseer el museo del autor. 
| Nombre                 | Año de nacimiento | Año de defunción | Número de obras | Años de adquisición   | Observaciones                  | Referencias |
| ---------------------- | ----------------- | ---------------- | --------------- | --------------------- | ------------------------------ | ----------- |
| Camprobín, Pedro de    | 1605              | 1674             | 6               | 2006 (4), 2022 y 2023 | Una atribuida                  | [ 5 ]       |
| Checa, Felipe          | 1844              | 1906 o 1907      | 2               | 1935                  |                                | [ 6 ]       |
| Gallardo, Francisco    | 1764 (fl.)        | 1764 (fl.)       | 4               | 2022                  | Únicas obras seguras del autor | [ 7 ]       |
| Mensaque, Antonio      | 1825              | 1900             | 2               | 1894                  |                                | [ 8 ]       |
| Zurbarán, Francisco de | 1598              | 1664             | 2               | 1940 y 1986           |                                | [ 9 ]       |
| Zurbarán, Juan de      | 1620              | 1649             | 1               | 2015                  |                                | [ 10 ]      |